# Caspiella
Caspiella es un género de foraminífero bentónico de la subfamilia Staffellinae, de la familia Staffellidae, de la superfamilia Fusulinoidea, del suborden Fusulinina y del orden Fusulinida. Su especie tipo es Sphaerulina? volgensis. Su rango cronoestratigráfico abarca el Artinskiense inferior (Pérmico inferior).

## Discusión
Clasificaciones más recientes incluyen Caspiella en la superfamilia Staffelloidea, y en la subclase Fusulinana de la clase Fusulinata.

## Clasificación
Caspiella incluye a las siguientes especies:
- Caspiella kalmykovae †
- Caspiella olgae †
- Caspiella pricaspiensis †
- Caspiella volgensis †